# Ophionellus fragilis
Ophionellus fragilis là một loài tò vò trong họ Ichneumonidae.